# 1981年の日本競馬
1981年の日本競馬（1981ねんのにほんけいば）では、1981年（昭和56年）の日本競馬界についてまとめる。馬齢は旧表記で統一する。競馬の国際化と情報システム化が進展した画期的な年である。
1981年11月22日には日本初の国際招待競走「ジャパンカップ」が創設され、世界各国から招待馬が参戦したことにより日本競馬は世界的注目を集めた。また、同年にはJRAにより競走馬情報管理システム（JARIS）の運用が開始され、出馬登録や成績管理等の業務が電算化されたことにより、中央競馬の運営効率と情報提供体制が飛躍的に向上した。
1980年の日本競馬 - 1981年の日本競馬 - 1982年の日本競馬

## できごと

### 1月 - 3月
- 2月9日 - 韓国から白元基ら騎手3名が来日、大井競馬場で騎乗する[3]。
- 3月25日 - 白元基ら韓国騎手3名が中京競馬場で騎乗する[3]。

### 4月 - 6月
- 4月18日 - 新潟競馬場のダートコースが使用開始される[3]。
- 4月29日 - この年より天皇賞の出走資格が変更され、勝ち抜け制が撤廃された[3]。
- 4月 - 地方競馬全国協会が短期騎手候補生過程の教育課程を6か月に延長する[3]。
- 5月11日 - 「財政運営に必要な財源の確保を図るための特別措置に関する法律」が公布される。これにより日本中央競馬会は第2国庫納付金が500億円に満たない場合は、特別積立金の中から500億円と第2国庫納付金との差額を1982年3月までに納付することとなった[3]。
- 5月12日 - 札幌競馬場に1500メートルのコースが新設され、6月6日から使用開始される[3]。
- 6月13日 - 福島電話投票所が開設され、運用開始される[3]。

### 7月 - 9月
- 7月4日 - 中央競馬で関東・関西地区のテレホンサービス（成績速報）が実施される[3]。
- 7月7日 - 小倉競馬場で開設50周年記念式典が行われる[3]。
- 8月7日 - 北海道で記録的集中豪雨があり、日高地方の馬産地が被害を受ける。また、札幌競馬場でも8日・9日の場外発売が中止となる[3]。
- 8月22日 - 宇都宮競馬場と足利競馬場の間で映像伝送サービスが開始される[3]。
- 9月5日 - 中央競馬の競馬場・場外発売所の映像伝達システムが使用開始される[3]。
- 9月12日 - 日本中央競馬会の理事長に内村良英が就任する[3]。
- 9月 - アメリカ合衆国の女性騎手5名が来日し、地方競馬の'81レディースカップや水沢・上山・新潟・高崎・中京で騎乗する[3]。

### 10月 - 12月
- 10月2日 - 日本中央競馬会の馬事公苑の白井分苑に建設中であった国際厩舎が完成する[4]。
- 10月3日 - 前年より中央競馬で試行されていた「競走馬情報管理システム（JARIS）」が本格運用され、これにより出馬投票や出馬登録、競走成績などの業務が電算化された[3]。
- 11月3日 - 中央競馬の稲葉幸夫調教師が黄綬褒章を受章する[4]。
- 11月22日 - 日本初となる国際招待競走の第1回ジャパンカップが行われる。優勝馬はアメリカ合衆国のメアジードーツ[4]。
- 11月28日 - 大阪堂島電話投票所の運用が開始される[4]。
- 12月14日 - 新宿コマ劇場で、日本中央競馬会主催の「有馬記念フェスティバル」が初めて開催される[4]。

## 競走成績

### 中央競馬の主な競走
- 第41回桜花賞（阪神競馬場・4月5日）優勝 : ブロケード（騎手 : 柴田政人）
- 第41回皐月賞（中山競馬場・4月12日）優勝 : カツトップエース（騎手 : 大崎昭一）
- 第83回天皇賞（春）（京都競馬場・4月29日） 優勝 : カツラノハイセイコ（騎手 : 河内洋）
- 第42回優駿牝馬（オークス）（東京競馬場・5月24日) 優勝 : テンモン（騎手 : 嶋田功）
- 第48回東京優駿（日本ダービー）（東京競馬場・5月31日) 優勝 : カツトップエース（騎手 : 大崎昭一）
- 第22回宝塚記念（阪神競馬場・6月7日）優勝：カツアール（騎手：樋口弘）
- 第84回天皇賞（秋）（東京競馬場・10月25日） 優勝 : ホウヨウボーイ（騎手 : 加藤和宏）
- 第42回菊花賞（京都競馬場・11月8日） 優勝 : ミナガワマンナ（騎手 : 菅原泰夫）
- 第6回エリザベス女王杯（京都競馬場・11月15日） 優勝 : アグネステスコ（騎手 : 西浦勝一）
- 第1回ジャパンカップ（東京競馬場・11月22日） 優勝 : メアジードーツ（騎手 : キャッシュ・アスムッセン）
- 第26回有馬記念（中山競馬場・12月20日） 優勝 : アンバーシャダイ（騎手 : 東信二）

### 中央競馬・障害
- 第86回中山大障害（春）（中山競馬場・4月5日）優勝 : ナカミショウグン（騎手 : 根本康広）
- 第87回中山大障害（秋）（中山競馬場・12月19日）優勝： テキサスワイポン（騎手：今岡正）

## 表彰

### 優駿賞
- 年度代表馬・最優秀5歳以上牡馬 ホウヨウボーイ
- 最優秀3歳牡馬 ホクトフラッグ
- 最優秀3歳牝馬 ビクトリアクラウン
- 最優秀4歳牡馬 カツトップエース
- 最優秀4歳牝馬 テンモン・アグネステスコ
- 最優秀5歳以上牝馬 ラフオンテース
- スプリンター賞 サクラシンゲキ
- 最優秀障害馬 テキサスワイポン
- 最優秀アラブ ライトオスカー

## 誕生
この年に生まれた競走馬は1984年のクラシック世代となる。最も注目されるのは、後に中央競馬史上初の無敗でのクラシック三冠を達成するシンボリルドルフである。本馬は1981年3月13日に北海道門別町のシンボリ牧場で誕生し、1984年に無敗で皐月賞・日本ダービー・菊花賞を制した。この偉業は同馬の種牡馬としての価値を飛躍的に高め、日本の競馬文化に大きな影響を与えた。

### 競走馬
- 2月23日 - ハーディービジョン
- 3月10日 - スズマッハ
- 3月11日 - サクラトウコウ
- 3月13日 - シンボリルドルフ
- 3月18日 - ダイアナソロン
- 3月19日 - ロングハヤブサ
- 3月20日 - ニシノライデン
- 3月21日 - スズパレード
- 3月22日 - グレートローマン
- 4月4日 - マリキータ
- 4月5日 - ザパルテノス
- 4月10日 - キンカイチフジ、ルション
- 4月11日 - オンワードボルガ
- 4月12日 - キョウワサンダー
- 4月21日 - リキサンパワー
- 4月25日 - ワカオライデン
- 4月26日 - ビゼンニシキ
- 4月27日 - ステートジャガー
- 5月8日 - ゴールドウェイ
- 5月12日 - ロツキータイガー
- 5月19日 - トウカイローマン
- 5月25日 - キングハイセイコー
- 5月29日 - パシフィカス
- 6月6日 - カウンテスアップ
- 不明 - パークリージェント

### 人物
- 1月11日
  - 森泰斗騎手（船橋）
  - 繁田健一騎手、調教師（浦和）
- 1月19日 - 上田将司騎手（高知）
- 1月30日 - 橋本直哉騎手（浦和）
- 2月6日 - 坂口智康調教師（JRA）
- 3月2日 - 二本柳壮騎手（JRA）
- 3月28日 - 﨏畑雄一郎騎手（福山）
- 4月20日 - 藤原幹生騎手（笠松）
- 4月28日 - 菅原俊吏騎手（水沢）
- 5月4日 - 平沢健治騎手（JRA）
- 5月5日 - 矢野猛騎手（荒尾）
- 5月8日 - 柏木健宏騎手（大井）
- 6月18日 - 宮平鷹志騎手（ホッカイドウ）
- 6月22日 - 目迫大輔騎手、調教師（高知）
- 7月8日 - 小林慎一郎騎手（JRA）
- 7月10日 - 千田和江騎手（水沢）
- 8月25日 - 御神本訓史騎手（大井）
- 8月29日 - 辻野泰之調教師（JRA）
- 9月23日 - 青木孝文調教師（JRA）
- 10月27日 - 吉田晃浩騎手（金沢）
- 10月28日 - 後藤孝鎮騎手（佐賀）
- 11月5日 - 嘉藤貴行騎手（JRA）
- 11月20日 - 西原玲奈騎手（JRA）
- 11月22日 - 田中亮騎手（JRA）
- 12月19日 - 田嶋翔騎手（JRA）
- 12月24日 - 杉山晴紀調教師（JRA）

## 死去
1981年6月2日には、1960年代に中山大障碍を4連覇したフジノオーが老衰により没した。フジノオーは現役時代に中山大障碍連覇やヨーロッパ遠征での勝利など、障害競走で顕著な成績を収め、引退後は種牡馬としても活躍したが、その没は競馬界に惜しまれる出来事であった。

### 競走馬
- 2月某日 - グレートヨルカ
- 6月2日 - フジノオー
- 8月某日 - スギヒメ
- 11月6日 - エイトクラウン

### 人物
- 9月27日 - 尾形藤吉(JRA調教師、元騎手)
- 12月14日 - 松本善登(JRA騎手)